# Ley federal de los tres castigos
En los Estados Unidos, las leyes sobre delincuentes habituales  (comúnmente conocidas como leyes de tres castigos) se han implementado desde al menos 1952,  y son parte de la Estrategia Antiviolencia del Departamento de Justicia de los Estados Unidos.   Estas leyes exigen que una persona que sea condenada por un delito y que tenga una o dos condenas graves previas cumpla una sentencia obligatoria de cadena perpetua, con o sin libertad condicional según la jurisdicción.   El objetivo de las leyes es aumentar drásticamente el castigo de quienes continúan cometiendo delitos después de haber sido condenados por uno o dos delitos graves. 
Veintiocho estados tienen algún tipo de ley de "tres castigos". En algunos estados (especialmente Connecticut y Kansas ) se hace referencia a una persona acusada bajo tales leyes como "delincuente persistente", mientras que Missouri utiliza el término único "delincuente anterior y persistente". En la mayoría de las jurisdicciones, solo los delitos a nivel de delito grave califican como delitos graves. Y puede depender de qué delitos graves se definen como graves, lo que puede variar según la jurisdicción, en particular, si un delito grave debe incluir violencia o no.
La ley de los tres castigos aumenta significativamente las penas de prisión de las personas condenadas por un delito grave que hayan sido condenadas previamente por dos o más delitos violentos o delitos graves, y limita la capacidad de estos delincuentes de recibir un castigo distinto de la cadena perpetua.
La expresión "Tres strikes y estás fuera" se deriva del béisbol, donde se poncha un bateador contra el que se registran tres strikes.

## Historia
La práctica de imponer sentencias de prisión más largas a los reincidentes (en comparación con los reincidentes que cometen el mismo delito) está presente a lo largo de la mayor parte de la historia estadounidense, ya que los jueces a menudo toman en consideración delitos anteriores al dictar sentencias. Sin embargo, hay una historia más reciente de sentencias de prisión obligatorias para reincidentes.  Por ejemplo, el estado de Nueva York tenía una ley de larga data sobre delitos graves persistentes que se remontaba a principios del siglo XX  (parcialmente declarada inconstitucional en 2010,   pero reafirmada en pleno poco después  ). Pero tales sentencias no eran obligatorias en todos los casos y los jueces tenían mucha más discreción en cuanto a qué período de encarcelamiento debía imponerse.
Durante la Prohibición, el estado de Michigan promulgó una de las leyes contra el contrabando más duras del país. La ley requería cadena perpetua para quienes violaran las leyes sobre bebidas alcohólicas por cuarta vez.  A finales de 1928, Etta Mae Miller, madre de cuatro hijos, fue declarada culpable en virtud de esta ley, lo que provocó indignación. 
La primera ley verdadera de "tres strikes" se aprobó en 1993, cuando los votantes de Washington aprobaron la Iniciativa 593. California aprobó la suya en 1994, cuando sus votantes aprobaron la Proposición 184  por una abrumadora mayoría, con un 72% a favor y un 28% en contra. La iniciativa propuesta a los votantes tenía el título de "Tres strikes y estás fuera", en referencia a la cadena perpetua de facto tras ser condenado por tres delitos graves o violentos que se enumeran en la sección 1192.7 del Código Penal de California. 
El concepto se extendió rápidamente a otros estados, pero ninguno optó por adoptar una ley tan amplia como la de California. En 2004, veintiséis estados y el gobierno federal tenían leyes que satisfacen los criterios generales para la designación como estatutos de "tres castigos", es decir, que una tercera condena por delito grave conlleva una sentencia de 20 a cadena perpetua, donde se deben cumplir 20 años antes de convertirse en un delito grave. elegible para libertad condicional. Un estudio de 1997 encontró que en California, "la ley de los tres strikes no disminuyó las tasas de delitos graves o hurtos menores por debajo del nivel esperado sobre la base de las tendencias preexistentes". 
Se han citado las leyes de los tres castigos como ejemplo de la McDonaldización del castigo, en la que el foco de interés criminológico y penitenciario se ha desplazado de la retribución y el tratamiento adaptados al delincuente individual hacia el control de grupos de alto riesgo basados en agregaciones y promedios estadísticos. Un sistema de tres castigos logra uniformidad en el castigo de los delincuentes de una determinada clase (es decir, los que han cometido tres delitos) de una manera análoga a cómo un restaurante de comida rápida logra la uniformidad de su producto. 

## Promulgación por estados
Los siguientes estados han promulgado leyes de tres strikes:
- Nueva York ha empleado un estatuto de delincuente habitual desde 1797.[20]
- Carolina del Norte tiene una ley que trata de los delincuentes habituales desde 1967, pero la ley fue modificada en 1994 y ahora significa que una tercera condena por cualquier delito violento (que incluye cualquier delito de clase A, B, C, D o E) dará lugar a una sentencia obligatoria de cadena perpetua sin libertad condicional.
- Maryland tiene una ley de delincuencia habitual para delincuentes violentos desde 1975. La ley fue enmendada en 1994, lo que significa que una cuarta condena por un delito de violencia obliga a una sentencia de cadena perpetua sin libertad condicional.
- Alabama tiene un estatuto de delincuente habitual para delincuentes graves y violentos desde 1977, que prevé hasta cadena perpetua, e incluye una sentencia obligatoria de cadena perpetua sin libertad condicional para tres o más condenas por cualquier delito grave y una de esas condenas fue por cualquier delito clasificado como delito grave de clase A (10-99 años o cadena perpetua).
- Delaware tiene una ley de tres delitos que prevé hasta cadena perpetua por delitos graves desde 1973, cuando entró en vigor el Código Penal de Delaware, contenido en la Parte I, Título 11 del Código de Delaware.
- Texas ha tenido una ley de tres strikes con cadena perpetua obligatoria desde al menos 1952.
  - En Rummel contra Estelle'] (1980), el Tribunal Supremo de los EE.UU. confirmó el estatuto de Texas, que surgió de un caso relacionado con la negativa a devolver 120,75 dólares pagados por una reparación de aire acondicionado que, dependiendo de la fuente citada, se consideró insatisfactoria[cita requerida] o no se realizó en absoluto,[21] en el que el acusado había sido condenado por dos delitos graves anteriores, y en el que la cantidad total implicada de los tres delitos graves rondaba los 230 dólares.[22][23]
- En 1993: Washington.
- En 1994: California,[24] Colorado, Connecticut, Indiana, Kansas, Maryland, Nuevo México, Carolina del Norte, Virginia, Luisiana, Wisconsin y Tennessee. [25] Tennessee es uno de los pocos estados, junto con Georgia y Carolina del Sur, que ordena la cadena perpetua sin libertad condicional para dos o más condenas por los delitos violentos más graves, incluyendo asesinato, violación, casos agravados de robo, abuso sexual o abuso sexual infantil, etc.
  - La Proposición 184 original de California fue modificada posteriormente por la Proposición 36 de California de 2012. En 2003, una sentencia en virtud de la ley fue confirmada en el caso Ewing contra California.
- En 1995: Arkansas, Florida, Montana, Nevada, Nueva Jersey, Dakota del Norte, Pensilvania, Utah, Georgia y Vermont. Georgia tiene una ley de "dos strikes", también conocida como la ley de los "siete pecados capitales", que impone una pena de cadena perpetua sin libertad condicional para dos o más condenas por asesinato, violación, robo a mano armada, secuestro, agresión sexual con agravantes, sodomía con agravantes o abuso sexual de menores con agravantes o cualquier combinación de esos delitos.[26]
- En 1996: Carolina del Sur. Carolina del Sur también tiene una ley de "dos strikes" para delitos conocidos como "delito más grave", que son delitos como asesinato, violación, intento de asesinato, robo a mano armada, etc. mientras que la ley de "tres strikes" se aplica a "delitos graves" que son muchos delitos de drogas, otros delitos violentos como allanamiento de morada, robo, incendio provocado, etc. e incluso delitos graves no violentos como fraude de seguros, falsificación, falsificación, etc. Dos condenas o tres condenas en virtud de estas disposiciones o cualquier combinación de las mismas darán lugar automáticamente a una pena de cadena perpetua sin posibilidad de libertad condicional. La ley "two strikes" de Carolina del Sur es similar a la ley seven-deadly-sins de Georgia.
- En 2006: Arizona
- En 2012: Massachusetts[27]
- En 2012: Michigan, la legislatura de Michigan aprobó el proyecto de ley 1109 del Senado, promulgando la Ley Pública 319 que modifica la Sección 769.12 del Código de Procedimiento Penal. Más comúnmente conocida como la ley de los tres strikes, el cambio actualizó las directrices de sentencia para tomar medidas enérgicas contra los delincuentes habituales, específicamente los delincuentes habituales de delitos graves. Esto entró en vigor el 1 de octubre de 2012. Si bien se conoce comúnmente como la ley de los tres strikes, ese nombre es engañoso. En realidad, la ley se aplica a una persona condenada por un cuarto delito grave. La nueva ley expone al individuo que es condenado por un cuarto delito grave a una pena de prisión mínima obligatoria de al menos 25 años. La ley también permite ampliar la pena máxima. [28]

Georgia, Carolina del Sur y Tennessee son los únicos estados de Estados Unidos que, hasta la fecha, tienen leyes de "dos strikes" para los delitos violentos más graves, como asesinato, violación, casos graves de robo, etc., y todos ellos imponen una pena de cadena perpetua sin libertad condicional en caso de condena por cualquiera de estos delitos por segunda vez.

## Solicitud
La aplicación exacta de las leyes de los tres castigos varía considerablemente de un estado a otro, pero las leyes exigen penas de cadena perpetua durante al menos 25 años en el tercer castigo. En el estado de Maryland, cualquier persona que reciba su cuarto strike por cualquier delito de violencia será automáticamente sentenciada a cadena perpetua sin libertad condicional.
La mayoría de los estados requieren que una o más de las tres condenas por delitos graves sean por delitos violentos para que se pronuncie la sentencia obligatoria. Los delitos que entran en la categoría de "violentos" incluyen: asesinato, secuestro, abuso sexual, violación, robo con agravantes y agresión con agravantes. 
Algunos estados incluyen delitos adicionales, menores, que normalmente no se considerarían violentos.  Por ejemplo, la lista de delitos que se consideran graves o violentos en el estado de California es mucho más larga que la de otros estados y consta de muchos delitos menores que incluyen: infracciones con armas de fuego, robo con allanamiento de morada, robo simple, incendio provocado y suministro de drogas duras. a un menor y posesión de drogas .  Como otro ejemplo, Texas no exige que ninguna de las tres condenas por delitos graves sea violenta, pero excluye específicamente que ciertos "delitos graves en cárceles estatales" se cuenten con fines de mejora. 
Una aplicación de la ley de los tres castigos fue el caso de Leonardo Andrade en California en 2009. En este caso, Leandro Andrade intentó robar $153 en cintas de video de dos tiendas K-Mart de San Bernardino. Fue acusado bajo la ley de tres castigos de California debido a su historial criminal relacionado con drogas y otros robos. Debido a sus antecedentes penales, fue sentenciado a 50 años de prisión sin libertad condicional después de este último robo en K-Mart. Aunque esta sentencia fue cuestionada por Erwin Chemerinsky, quien representó a Andrade, como un castigo cruel e inusual bajo la Octava Enmienda, la Corte Suprema falló a favor de la cadena perpetua. 
En 1995, Tommy Lee Farmer, nativo de Sioux City, Iowa, un criminal profesional que había cumplido 43 años de prisión por asesinato y robo a mano armada, fue la primera persona en los Estados Unidos condenada bajo la ley federal de tres strikes cuando fue sentenciado a cadena perpetua por un intento de robo en una tienda de conveniencia del este de Iowa. Fue procesado por Stephen J. Rapp, un fiscal federal designado por Clinton.  La sentencia se consideró tan significativa que el presidente Bill Clinton interrumpió unas vacaciones para hacer un comunicado de prensa al respecto. 
Otro ejemplo de la ley de los tres castigos involucra a Timothy L. Tyler quien, en 1992, a los 24 años, fue sentenciado a cadena perpetua sin libertad condicional cuando su tercera condena (un delito federal) activó la ley federal de los tres castigos, a pesar de que sus dos las condenas anteriores no se consideraron violentas y ninguna de ellas dio lugar a pena de prisión cumplida.

## Efectos

### Estados Unidos
Al analizar el efecto de la legislación de los Tres Golpes como medio de disuasión e incapacitación, un estudio de 2004 encontró que la Ley de los Tres Golpes no tuvo un efecto muy significativo en la disuasión del crimen,  pero también que esta ineficacia puede deberse a los rendimientos marginales decrecientes asociados con la existencia de leyes preexistentes sobre reincidentes. 
Otro estudio encontró que las tasas de arresto en California eran hasta un 20% más bajas para el grupo de delincuentes condenados por delitos elegibles con dos castigos, en comparación con aquellos condenados por delitos elegibles con un solo castigo. El estudio concluyó que la política de los tres strikes disuadía a los reincidentes de cometer delitos. California ha visto una reducción en la actividad criminal, y "Stolzenberg y D'Alessio descubrieron que los delitos graves en las 10 ciudades más grandes de California habían disminuido colectivamente un 15% durante el período de tres años posterior a la intervención". 
Un estudio escrito por Robert Parker, director del Centro Presley para Estudios sobre el Crimen y la Justicia en UC Riverside, afirma que los delitos violentos comenzaron a disminuir casi dos años antes de que se promulgara la ley de tres delitos de California en 1994. El estudio sostiene que la disminución de la delincuencia está relacionada con un menor consumo de alcohol y menores tasas de desempleo. 
Un estudio de 2007 del Instituto Vera de Justicia de Nueva York examinó la eficacia de la incapacitación en todas las formas de sentencia. El estudio estimó que si las tasas de encarcelamiento en Estados Unidos aumentaran en un 10 por ciento, la tasa de criminalidad disminuiría al menos en un 2 por ciento. Sin embargo, esta acción sería extremadamente costosa de implementar. 
Otro estudio encontró que las leyes de tres castigos disuaden a los delincuentes de cometer delitos menores por temor a una sentencia de cadena perpetua. Aunque esto disuade el crimen y contribuye a reducir las tasas de criminalidad, las leyes posiblemente empujen a delincuentes previamente condenados a cometer delitos más graves. El autor del estudio sostiene que esto se debe a que, según tales leyes, los delincuentes se dan cuenta de que podrían enfrentar una larga sentencia de cárcel por su próximo delito, independientemente del tipo, y por lo tanto tienen poco que perder al cometer delitos graves en lugar de delitos menores. A través de estos hallazgos, el estudio sopesa los pros y los contras de la ley. 
Un estudio de 2015 encontró que las leyes de tres strikes estaban asociadas con un aumento del 33% en el riesgo de agresiones fatales a agentes del orden. 

### Nueva Zelanda
En 2010, Nueva Zelanda promulgó una ley similar de tres castigos denominada Ley de reforma de sentencias y libertad condicional de 2010 .  El proyecto de ley fue patrocinado por la ministra de Policía y Correccionales , Judith Collins, del gobernante Partido Nacional . Fue aprobada como ley por los partidos Nacional y ACT, pero se opuso a los partidos de oposición Laborista y Verde, y al socio de apoyo de Nacional, el Partido Maorí .  Si bien la Ley de Sentencia y Libertad Condicional fue apoyada por grupos conservadores como Sensible Sentencing Trust, los críticos atacaron la ley por promover el populismo penal y apuntar desproporcionadamente a la comunidad maorí .  
A principios de junio de 2018, un intento del gobierno de coalición liderado por los laboristas de revocar la Ley de Sentencias y Libertad Condicional fue bloqueado por el socio de apoyo de los laboristas , Nueva Zelanda Primero, y los partidos de oposición Nacional y ACT. NZ First había manifestado su oposición a revocar el proyecto de ley de los tres strikes, lo que llevó al ministro de Justicia, Andrew Little, a abandonar el intento.   
El 11 de noviembre de 2021, el Ministro de Justicia, Kris Faafoi, anunció que el Gobierno iba a presentar legislación para derogar la Ley de Reforma de Sentencias y Libertad Condicional.  El 9 de agosto de 2022, el Parlamento de Nueva Zelanda aprobó el proyecto de ley de derogación de la legislación de tres strikes, que derogó la Ley de reforma de sentencias y libertad condicional. La legislación de derogación contó con el apoyo de los partidos Laborista, Verde y Maorí, pero se opuso a los partidos Nacional y ACT, quienes afirmaron que restablecerían la legislación de los tres strikes si fueran reelegidos en 2023 .  

## Crítica
Algunas críticas a las leyes de los tres castigos son que atascan el sistema judicial con acusados que llevan los casos a juicio en un intento de evitar la cadena perpetua, y atascan las cárceles con acusados que deben ser detenidos mientras esperan esos juicios porque la probabilidad de una cadena perpetua hace que les supone un riesgo de fuga. La cadena perpetua también es una opción correccional costosa y potencialmente ineficiente dado que muchos reclusos que cumplen estas sentencias son personas mayores y, por lo tanto, es costoso brindarles servicios de atención médica y, estadísticamente, tienen un riesgo bajo de reincidencia. Las personas dependientes de presos que cumplen largas condenas también pueden convertirse en una carga para los servicios de asistencia social.
En ocasiones, los fiscales también han evadido las leyes de los tres delitos al procesar los arrestos como violaciones de la libertad condicional en lugar de nuevos delitos, o al presentar cargos por delitos menores cuando un cargo por un delito grave habría estado legalmente justificado. También existe la posibilidad de que los testigos se nieguen a testificar y los jurados se nieguen a condenar, si quieren evitar que un acusado reciba cadena perpetua; esto puede introducir disparidades en los castigos, frustrando el objetivo de tratar uniformemente a los infractores por tercera vez. A veces, un delito grave no violento también cuenta como un tercer castigo, lo que daría lugar a una pena desproporcionada. Por lo tanto, las leyes de tres castigos también han sido criticadas por imponer sanciones desproporcionadas y centrarse demasiado en la delincuencia callejera en lugar de en los delitos de cuello blanco. 